# Светско првенство у пливању 2015 — 200 м леђно за жене
Такмичење у пливању у дисциплини 200 метара леђним стилом за жене на Светском првенству у пливању 2015. одржало се у два дана 7. августа (квалификације и полуфинале) и 8. августа (финале) као део програма Светског првенства у воденим спортовима. Трке су се одржавале у базену Казањске арене у граду Казању (Русија).
За трке је било пријављено укупно 46 такмичарки из 37 земаља.
Титулу светске првакиње из 2013. није успела да одбрани америчка пливачица Миси Френклин пошто је финалну трку завршила као другопласирана са нешто више од пола секунде заостатка за првопласираном новом светском првакињом Емили Сибом из Аустралије. Бронзану медаљу освојила је Мађарица Катинка Хосу.

## Освајачи медаља
|                   | Резултат |                     | Резултат |                    | Резултат |
|                   |          |                     |          |                    |          |
| Емили Сибом (AUS) | 2:05,81  | Миси Френклин (USA) | 2:06,34  | Катинка Хосу (HUN) | 2:06,84  |

## Званични рекорди
Пре почетка такмичења званични свестки рекорд и рекорд шампионата у овој дисциплини су били следећи:
| Рекорд                     | Име                 | Резултат | Место               | Датум           |
| -------------------------- | ------------------- | -------- | ------------------- | --------------- |
| Светски рекорд             | Миси Френклин (USA) | 2:04,06  | Лондон (Енглеска)   | 2. август 2012. |
| Рекорд светских првенстава | Миси Френклин (USA) | 2:04,76  | Барселона (Шпанија) | 3. август 2013. |

Руска пливачица Дарија Устинова је у све три трке у којима је учествовала постављала нови светски рекорд за јуниоре, постављен је нови национални рекорд Мађарске, те рекорд Океаније.

## Земље учеснице
За трке на 50 метара прсним стилом било је пријављено укупно 46 такмичарки из 37 земаља, а свака од земаља могла је да пријави максимално два такмичара по утрци.
| - Аргентина (1) - Аустралија (2) - Аустрија (1) - Бразил (1) - Велика Британија (1) - Гана (1) - Гватемала (1) - Зимбабве (1) - Индонезија (1) - Исланд (1) | - Италија (1) - Кајманска Острва (1) - Канада (2) - Кенија (1) - Кина (2) - Колумбија (1) - Мађарска (2) - Мексико (2) - Молдавија (1) | - Намибија (1) - Немачка (1) - Нови Зеланд (1) - Пољска (1) - Русија (2) - САД (2) - Словачка (1) - Турска (1) - Украјина (1) | - Уругвај (1) - Филипини (1) - Хонгконг (1) - Хондурас (1) - Хрватска (1) - Чешка (1) - Швајцарска (1) - Шпанија (2) - Шри Ланка (1) |

## Квалификације
У квалификацијама се пливало у 5 квалификационих група, а сваку од група чинило је по 10 пливачица, изузев прве групе у којој је наступило 6 такмичарки. Пласман у полуфинале обезбедило је 16 такмичарки које су у квалификацијама оствариле најбоља времена.
Квалификационе трке пливане су 7. августа у јутарњем делу програма, са почетком прве трке у 10:30 по локалном времену.
| ПЛ. | Трка | Стаза | Пливач                   | Репрезентација   | Време   | Нап.    |
| --- | ---- | ----- | ------------------------ | ---------------- | ------- | ------- |
| 1.  | 4    | 4     | Катинка Хосу             | Мађарска         | 2:07,17 | КВ      |
| 2.  | 5    | 3     | Миси Френклин            | САД              | 2:07,84 | КВ      |
| 3.  | 3    | 3     | Доминик Бушар            | Канада           | 2:08,66 | КВ      |
| 4.  | 3    | 4     | Дарија Устинова          | Русија           | 2:09,16 | КВ, СРЈ |
| 4.  | 3    | 6     | Ејгло Оуск Густавсдоутир | Исланд           | 2:09,16 | КВ      |
| 6.  | 4    | 3     | Јени Менсинг             | Немачка          | 2:09,43 | КВ      |
| 7.  | 5    | 4     | Емили Сибом              | Аустралија       | 2:09,44 | КВ      |
| 8.  | 3    | 5     | Елизабет Бејзел          | САД              | 2:09,54 | КВ      |
| 9.  | 5    | 1     | Лиса Граф                | Немачка          | 2:09,68 | КВ      |
| 10. | 3    | 1     | Алицја Тхорз             | Пољска           | 2:10,04 | КВ      |
| 11. | 5    | 7     | Керсти Ковентри          | Зимбабве         | 2:10,38 | КВ      |
| 12. | 5    | 2     | Маргерита Панцијера      | Италија          | 2:10,39 | КВ      |
| 13. | 4    | 5     | Елизабет Симондс         | Велика Британија | 2:10,48 | КВ      |
| 14. | 4    | 1     | Ирина Приходко           | Русија           | 2:10,81 | КВ      |
| 15. | 5    | 6     | Хилари Калдвел           | Канада           | 2:10,92 | КВ      |
| 16. | 4    | 6     | Дуан Да Роча             | Шпанија          | 2:11,53 | КВ      |
| 17. | 5    | 5     | Хејли Бејкер             | Аустралија       | 2:11,63 |         |
| 18. | 3    | 2     | Љу Јасин                 | Кина             | 2:11,75 |         |
| 19. | 4    | 7     | Симона Баумртова         | Чешка            | 2:11,78 |         |
| 20. | 5    | 8     | Дарина Зевина            | Украјина         | 2:12,14 |         |
| 21. | 4    | 0     | Жоана Марањао            | Бразил           | 2:12,26 |         |
| 22. | 4    | 2     | Чен Ђе                   | Кина             | 2:12,30 |         |
| 23. | 5    | 9     | Хисела Моралес           | Гватемала        | 2:12,92 |         |
| 24. | 4    | 8     | Каталин Бурјан           | Мађарска         | 2:12,96 |         |
| 25. | 2    | 5     | Боби Џичард              | Нови Зеланд      | 2:13,45 |         |
| 26. | 3    | 8     | Матеа Самарџић           | Хрватска         | 2:14,05 |         |
| 27. | 2    | 3     | Лау Јин Јан              | Хонгконг         | 2:14,51 |         |
| 28. | 2    | 4     | Андреја Берино           | Аргентина        | 2:14,96 |         |
| 29. | 2    | 2     | Мартина ван Беркел       | Швајцарска       | 2:14,99 |         |
| 30. | 4    | 9     | Јердис Стајнегер         | Аустрија         | 2:15,37 |         |
| 31. | 3    | 9     | Каролина Колорадо Енао   | Колумбија        | 2:15,55 |         |
| 32. | 2    | 7     | Халиме Зулал Зерен       | Турска           | 2:15,87 |         |
| 33. | 2    | 6     | Карин Томечкова          | Словачка         | 2:16,63 |         |
| 34. | 2    | 0     | Занре Оберхолцер         | Намибија         | 2:18,13 |         |
| 35. | 1    | 5     | Карен Вилоријо           | Хондурас         | 2:18,70 |         |
| 36. | 3    | 0     | Лурдес Виљасењор         | Мексико          | 2:19,07 |         |
| 37. | 2    | 1     | Татјана Перстњова        | Молдавија        | 2:19,37 |         |
| 38. | 2    | 9     | Роксен Ју                | Филипини         | 2:19,45 |         |
| 39. | 2    | 8     | Јеси Јосапутра           | Индонезија       | 2:20,47 |         |
| 40. | 1    | 4     | Инес Ремерсаро           | Уругвај          | 2:20,55 |         |
| 41. | 1    | 3     | Кимико Рахим             | Шри Ланка        | 2:21,18 |         |
| 42. | 1    | 6     | Талиса Ланоје            | Кенија           | 2:24,45 |         |
| 43. | 1    | 2     | Лорин Хев                | Кајманска Острва | 2:29,52 |         |
| 44. | 1    | 7     | Каја Форсон              | Гана             | 2:43,94 |         |
| 45  | 3    | 7     | Мелани Коста             | Шпанија          | ××      | НН      |
| 45  | 5    | 0     | Андреја Гарсија          | Мексико          | ××      | НН      |

Напомена: КВ - квалификација; СРЈ - светски рекорд за јуниоре; НН - није наступила

## Полуфинала
Полуфиналне трке пливане су у вечерњем делу програма 7. августа са почетком у 17:49 по локалном времену.
Прво полуфинале
| ПЛ. | Стаза | Пливач              | Репрезентација | Време   | Нап.    |
| --- | ----- | ------------------- | -------------- | ------- | ------- |
| 1.  | 4     | Миси Френклин       | САД            | 2:07,79 | КВ      |
| 2.  | 5     | Дарија Устинова     | Русија         | 2:08,74 | КВ, СРЈ |
| 3.  | 3     | Јени Менсинг        | Немачка        | 2:09,16 | КВ      |
| 4.  | 7     | Маргерита Панцијера | Италија        | 2:09,54 |         |
| 5.  | 1     | Ирина Приходко      | Русија         | 2:10,36 |         |
| 6.  | 6     | Елизабет Бејзел     | САД            | 2:10,68 |         |
| 7.  | 8     | Дуан Да Роча        | Шпанија        | 2:12,90 |         |
| 8.  | 2     | Алицја Тхорз        | Пољска         | 2:14,49 |         |

Друго полуфинале
| ПЛ. | Стаза | Пливач                   | Репрезентација   | Време   | Нап.   |
| --- | ----- | ------------------------ | ---------------- | ------- | ------ |
| 1.  | 4     | Катинка Хосу             | Мађарска         | 2:06,18 | КВ, НР |
| 2.  | 6     | Емили Сибом              | Аустралија       | 2:06,56 | КВ     |
| 3.  | 5     | Доминик Бушар            | Канада           | 2:08,16 | КВ     |
| 4.  | 8     | Хилари Калдвел           | Канада           | 2:08,99 | КВ     |
| 5.  | 3     | Ејгло Оуск Густавсдоутир | Исланд           | 2:09,04 | КВ     |
| 6.  | 2     | Лиса Граф                | Немачка          | 2:09,40 |        |
| 7.  | 1     | Елизабет Симондс         | Велика Британија | 2:10,57 |        |
| 8.  | 7     | Керсти Ковентри          | Зимбабве         | 2:10,74 |        |

Напомена: КВ - квалификација; СРЈ - светски рекорд за јуниоре; НР - национални рекорд

## Финале
Финална трка пливана је 8. августа са почетком у 17:47 по локалном времену.
| ПЛ. | Стаза | Пливач                   | Репрезентација | Време   | Нап. |
| --- | ----- | ------------------------ | -------------- | ------- | ---- |
|     | 5     | Емили Сибом              | Аустралија     | 2:05,81 | ОР   |
| 2   | 3     | Миси Френклин            | САД            | 2:06,34 |      |
| 3   | 4     | Катинка Хосу             | Мађарска       | 2:06,84 |      |
| 4.  | 2     | Дарија Устинова          | Русија         | 2:07,64 | СРЈ  |
| 5.  | 8     | Јени Менсинг             | Немачка        | 2:08,49 |      |
| 6.  | 6     | Доминик Бушар            | Канада         | 2:08,51 |      |
| 7.  | 7     | Хилари Калдвел           | Канада         | 2:08,66 |      |
| 8.  | 1     | Ејгло Оуск Густавсдоутир | Исланд         | 2:09,53 |      |

Напомена: ОР - рекорд Океаније; СРЈ - светски рекорд за јуниоре